# US Airways Express
US Airways Express — торговая марка (бренд) магистральной авиакомпании Соединённых Штатов Америки US Airways, используемый рядом региональных авиаперевозчиков страны для выполнения пассажирских перевозок в крупные транзитные аэропорты US Airways из небольших аэропортов страны.
Маршрутная сеть авиакомпаний под брендом US Airways Express распространяется на аэропорты городов США, Канады, Багамских островов и в большинстве своём построена вокруг следующих крупных узловых аэропортов:
- международный аэропорт Шарлотт/Дуглас
- международный аэропорт Филадельфии
- международный аэропорт Финикс/Скай-Харбор
- международный аэропорт Лас-Вегаса Маккаран
- нью-йоркский аэропорт Ла-Гуардиа
- национальный аэропорт Вашингтона имени Рональда Рейгана
- международный аэропорт Бостона Логан

## История
История US Airways Express восходит к 1967 году, когда небольшая авиакомпания Henson Airlines (в будущем — Piedmont Airlines) заключила партнёрский договор с Allegheny Airlines (будущая US Airways) и начала выполнять пассажирские перевозки в рамках общего расписания «Allegheny Commuter». Первым регулярным маршрутом авиакомпании стал рейс из Балтимора в Хагерстоун. По общему мнению, данный договор считается первым код-шеринговым соглашением в области коммерческих авиаперевозок и первым случаем использования крупной авиакомпанией ресурсов меньшего перевозчика для обеспечения пассажиропотока с местных линий в большие узловые аэропорты.
Pacific Southwest Airlines и Piedmont Airlines были крупнешними региональными авиаперевозчиками, вошедшими в состав авиакомпании USAir, ставшей затем US Airways. Корпоративные бренды данных авиакомпаний были сохранены после вхождения их в состав USAir, также было оставлено и относительно самостоятельное, в статусе дочерних филиалов, управление данными компаниями.

## Авиакомпании US Airways Express

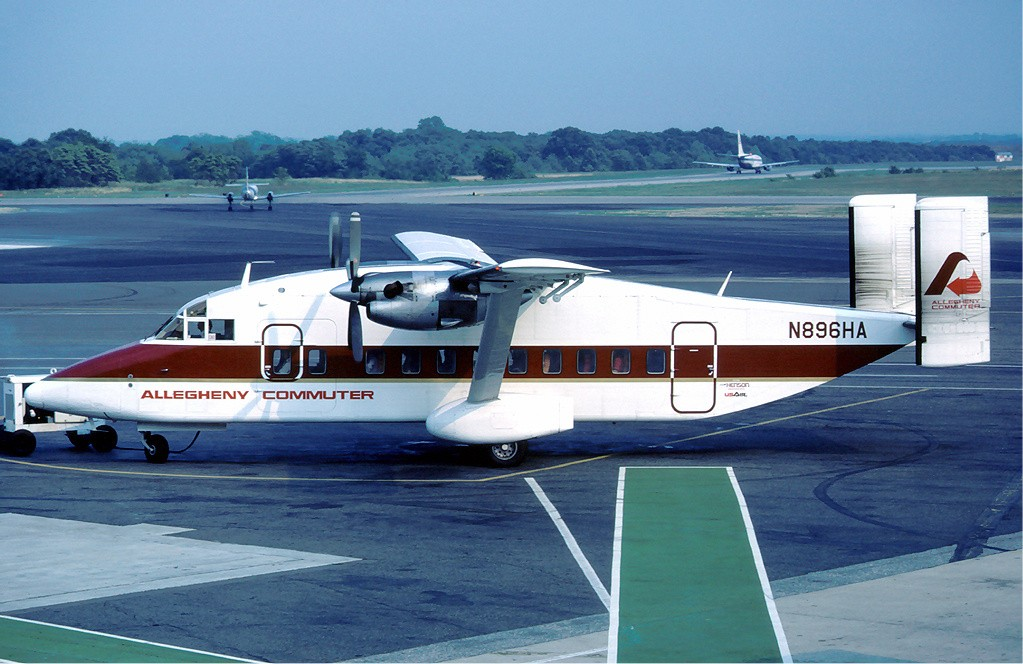
Short 330 авиакомпании Henson Airlines в Международном аэропорту Балтимор/Вашингтон, сентябрь 1983 года

| Авиакомпания          | Номера рейсов | ИАТА | ИКАО | Позывной    | Примечание                                               |
| PSA Airlines          | 2200—2599     | US   | JIA  | Blue Streak | Принадлежит US Airways Group                             |
| Piedmont Airlines     | 4100 — 4649   | US   | PDT  | Piedmont    | Принадлежит US Airways Group                             |
| Mesa Airlines         | 2600—2999     | YV   | ASH  | Air Shuttle |                                                          |
| Chautauqua Airlines   | 3000 — 3099   | RP   | CHQ  | Chautauqua  | Принадлежит Republic Airways Holdings                    |
| Republic Airways      | 3200 — 3499   | RW   | RPA  | Brickyard   | Дочерняя авиакомпания холдинга Republic Airways Holdings |
| Air Wisconsin         | 3575 — 4099   | ZW   | AWI  | Air Whisky  |                                                          |
| Colgan Air            | 4800 — 4999   | 9L   | CJC  | Colgan      | Принадлежит корпорации Pinnacle Airlines                 |
| Trans States Airlines | 3500 — 3574   | AX   | LOF  | Waterski    |                                                          |

## Флот

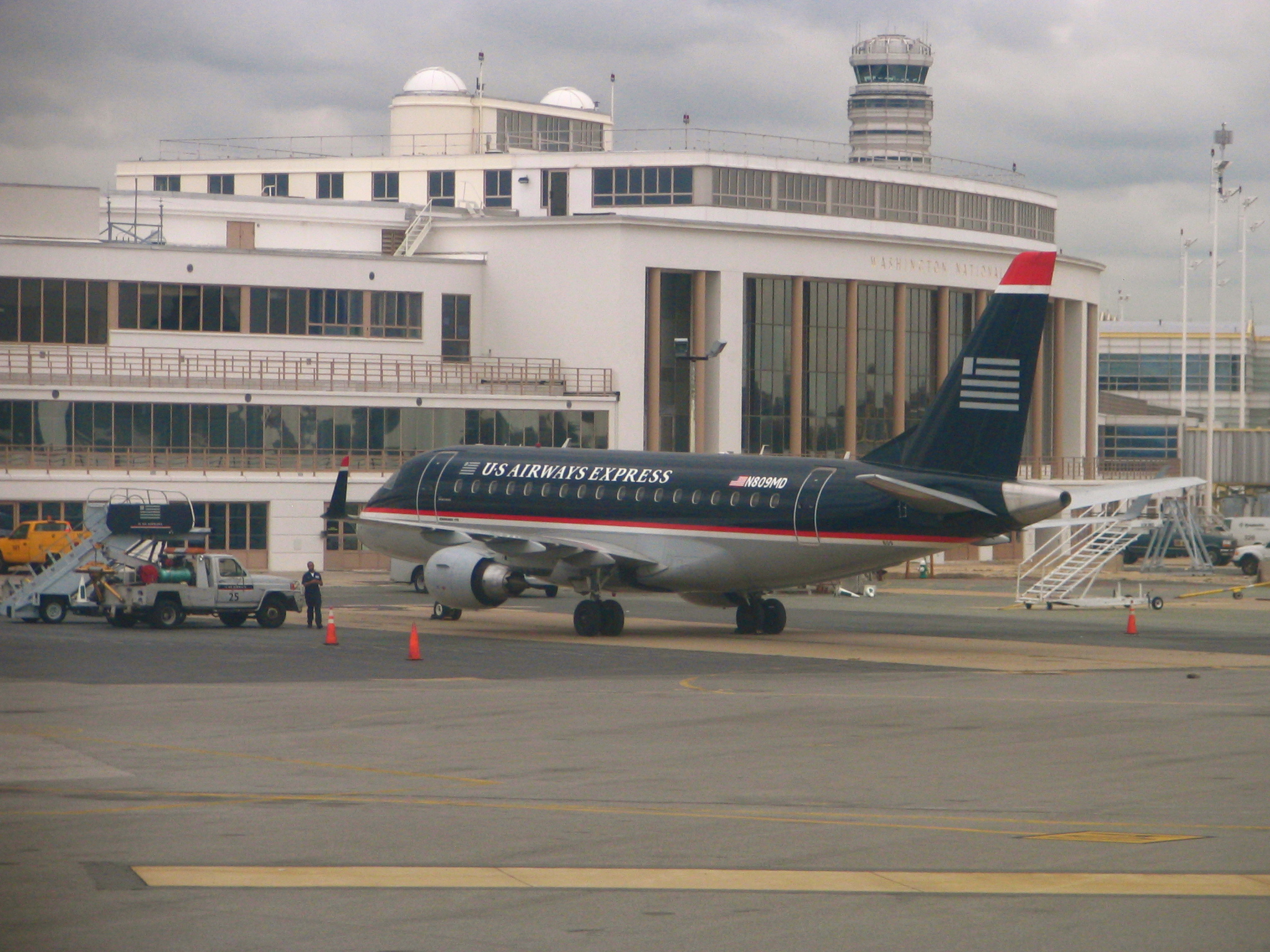
Embraer 170 в прежней ливрее

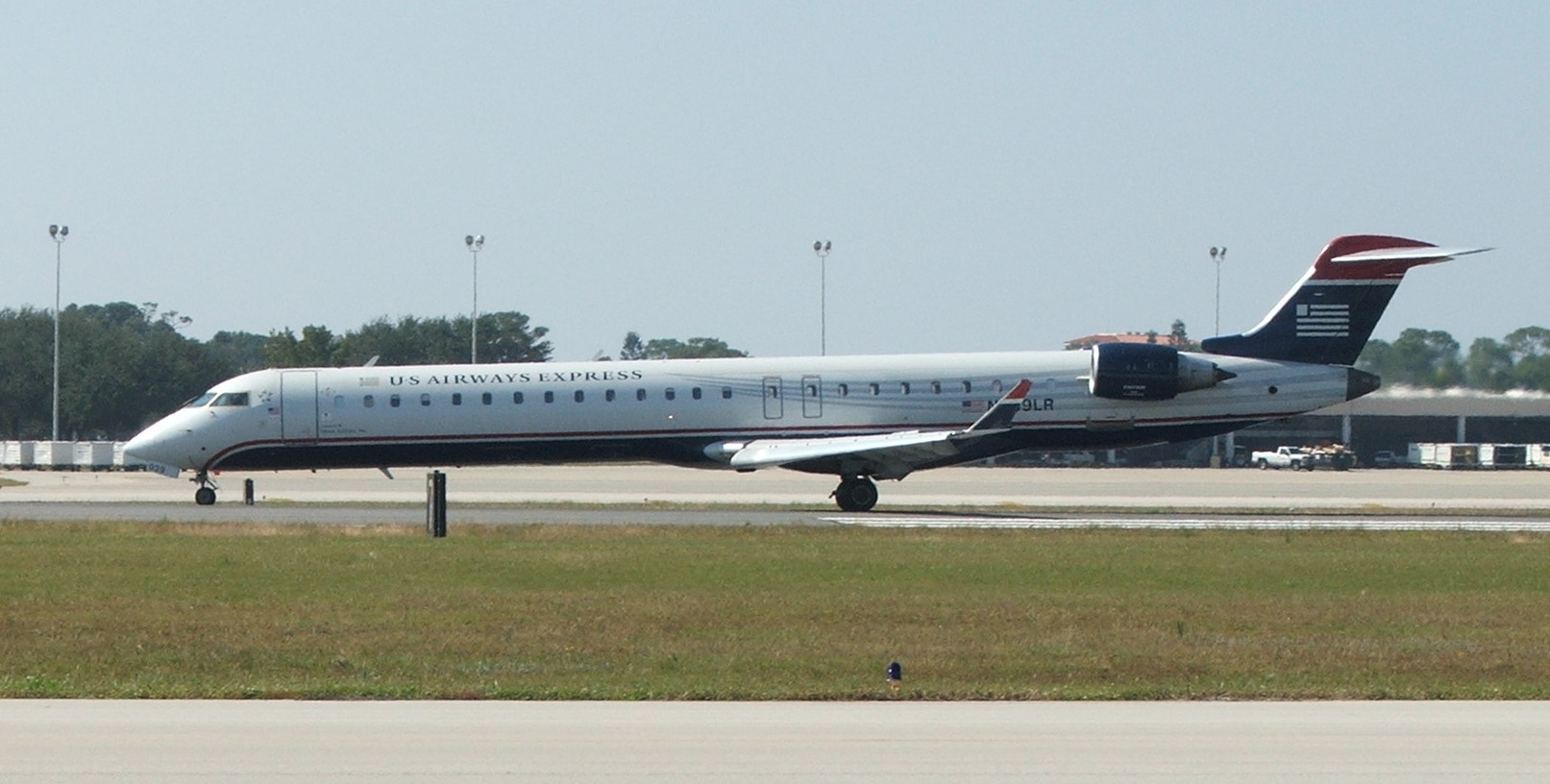
CRJ-900 авиакомпании Mesa Airlines в текущей ливрее

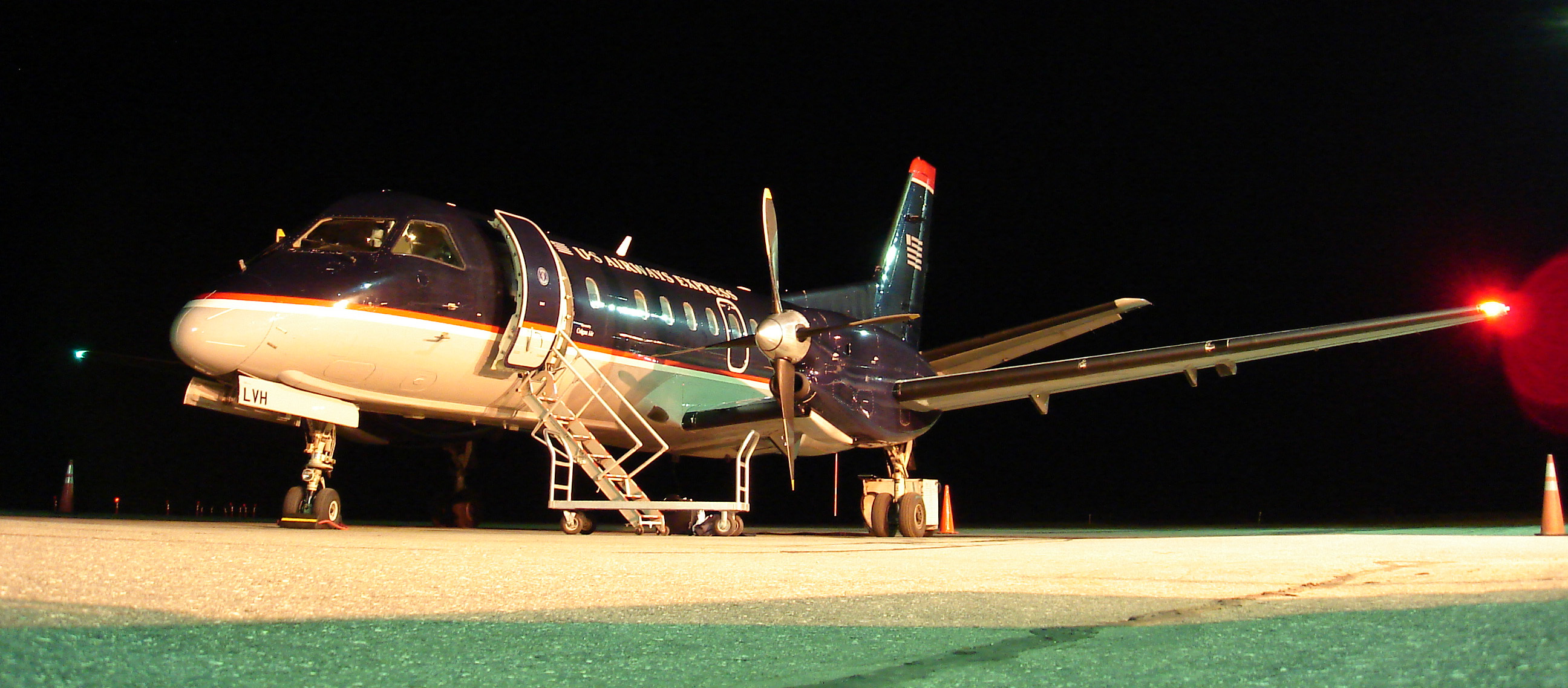
Saab 340B в прежней ливрее US Airways Express

По состоянию на май месяц 2008 года общий флот, работающий под брендом US Airways Express состоял из следующих самолётов:
| Тип самолёта               | Пассажиров | Всего | Эксплуатант                                |
| -------------------------- | ---------- | ----- | ------------------------------------------ |
| Canadair Regional CRJ-900  | 86         | 38    | Mesa Airlines                              |
| Canadair Regional CRJ-700  | 70         | 14    | PSA Airlines                               |
| Canadair Regional CRJ-200  | 50         | 116   | Air Wisconsin, Mesa Airlines, PSA Airlines |
| deHavilland Dash 8-100/200 | 37         | 50    | Mesa Airlines, Piedmont Airlines           |
| deHavilland Dash 8-300     | 50         | 11    | Piedmont Airlines                          |
| Embraer ERJ-175            | 86         | 36    | Republic Airways                           |
| Embraer ERJ-170            | 72         | 20    | Republic Airways                           |
| Embraer ERJ-145            | 50         | 12    | Chautauqua Airlines, Trans States Airlines |
| Saab 340B                  | 34         | 16    | Colgan Air                                 |

## Прежние авиакомпании и прежний флот
Авиакомпании, работавшие в разное время в рамках партнёрской программы US Airways Express:
- Air Midwest
- Allegheny Airlines
- CCAir
- CommutAir
- Crown Airways
- FloridaGulf Airlines
- Jet Express
- Liberty Express Airlines
- Midway Airlines
- MidAtlantic Airways
- Paradise Island Airlines
- Potomac Air
- Ransome Airlines
- Shuttle America
- Southern Jersey Airways
- StatesWest Airlines
- Suburban Airlines.

Типы самолётов, ранее летавшие под брендом US Airways Express и ныне выведенные из эксплуатации:
- Dornier 328
- deHavilland Dash 7
- Short 360
- Jetstream 31
- Jetstream 41
- EMB-120 Brasilia
- Short 330
- Fokker F27
- DHC-6 Twin Otter
- Nord 262
- Mohawk 298
- Fairchild Metro
- EMB-110 Bandeirante
- CASA 212
- DHC-3 Otter
- deHavilland Heron
- Volpar Beech 18
- Riley 400
- Beech 99.